# Bezenškovo Bukovje
Bezenškovo Bukovje je naselje u slovenskoj Općini Vojniku. Bezenškovo Bukovje se nalazi u pokrajini Štajerskoj i statističkoj regiji Savinjskoj. 

## Stanovništvo
Prema popisu stanovništva iz 2002. godine naselje je imalo 104 stanovnika.